# اوا هابرمان
اوا هابرمان (انگلیسی: Eva Habermann؛ زادهٔ ۱۶ ژانویهٔ ۱۹۷۶) یک هنرپیشه اهل آلمان است. 

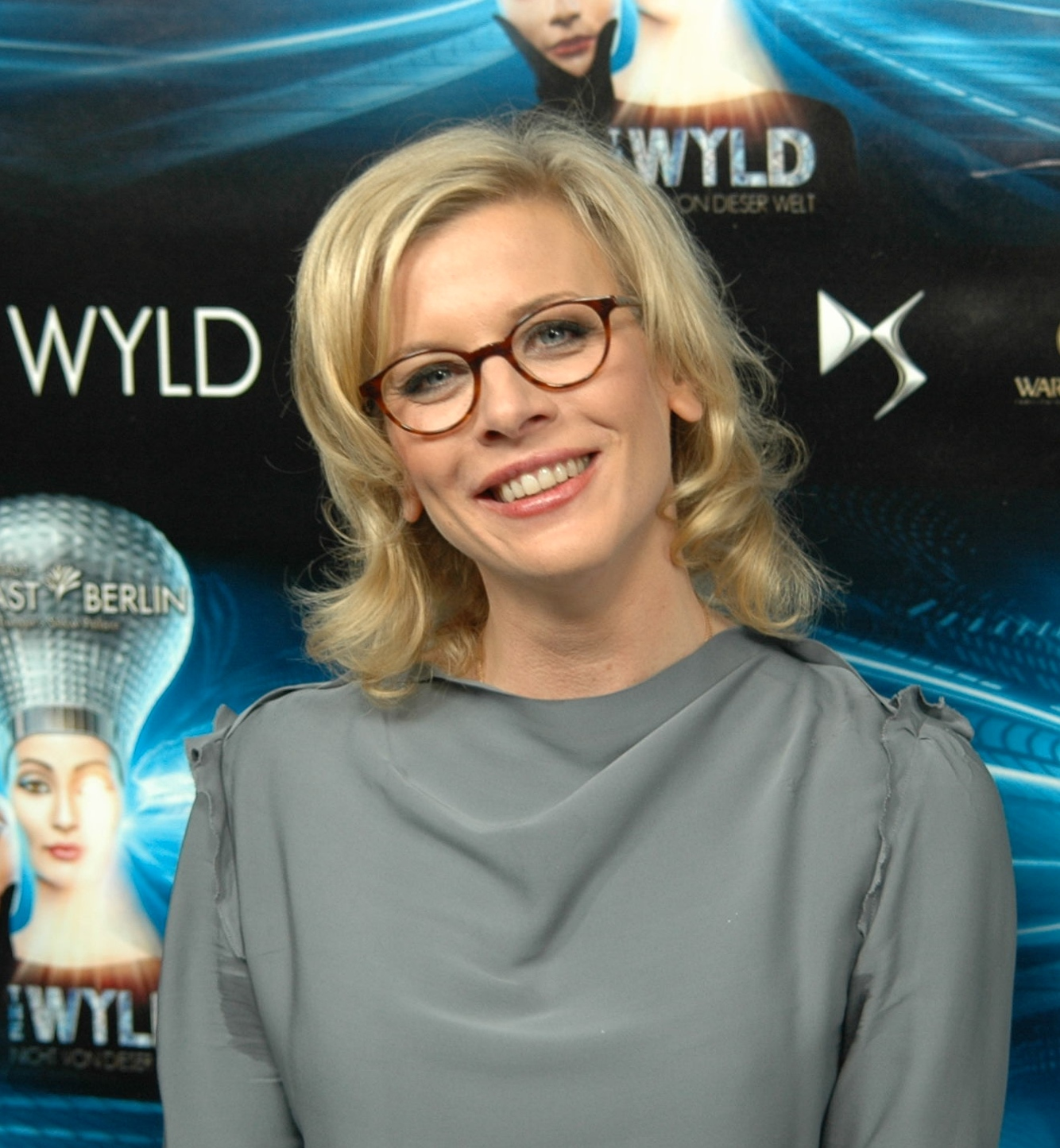
Eva Habermann (2014)